# نانا تاکاگی
نانا تاکاگی (انگلیسی: Nana Takagi؛ زادهٔ ۲ ژوئیهٔ ۱۹۹۲) اسکیت‌باز سرعت اهل ژاپن است.